# Diploglottis campbellii
Diploglottis campbellii es un árbol compacto de 30 metros encontrado en los bosques templados húmedos del norte de Nueva Gales del Sur y el sureste de Queensland. Es comúnmente conocido como el tamarindo de hojas chicas. Es raro y amenazado y está restringido a un pequeño número de sitios cada uno con un máximo de 3 árboles por sitio. Sin embargo, el árbol, como plantita, está fácilmente disponible en los viveros del área de los ríos del norte de Nueva Gales del Sur, y el sureste de Queensland.

## Descripción
Tiene un nuevo crecimiento con vello que lo pierde con la edad. Tiene un tronco café-grisáceo, la superficie exterior de la corteza viva es verde con manchas naranjas a cafés, hojas de 10-35cm de largo, foliolos de 4-8cm, brillosos en el haz, pálido opaco en el envés.
El tipo de inflorescencia es una panícula de hasta 15 centímetros de largo con pequeñas flores café cremosas, fruto usualmente con 2 lóbulos pero puede tener 1 o 3 lóbulos (cada lóbulo tiene una única semilla), sin vello, roja (raramente amarilla) con una cápsula café, madura de febrero a abril. 
La fruta es comestible, y tiene un sabor picante. Se utiliza en salsas y conservas. 

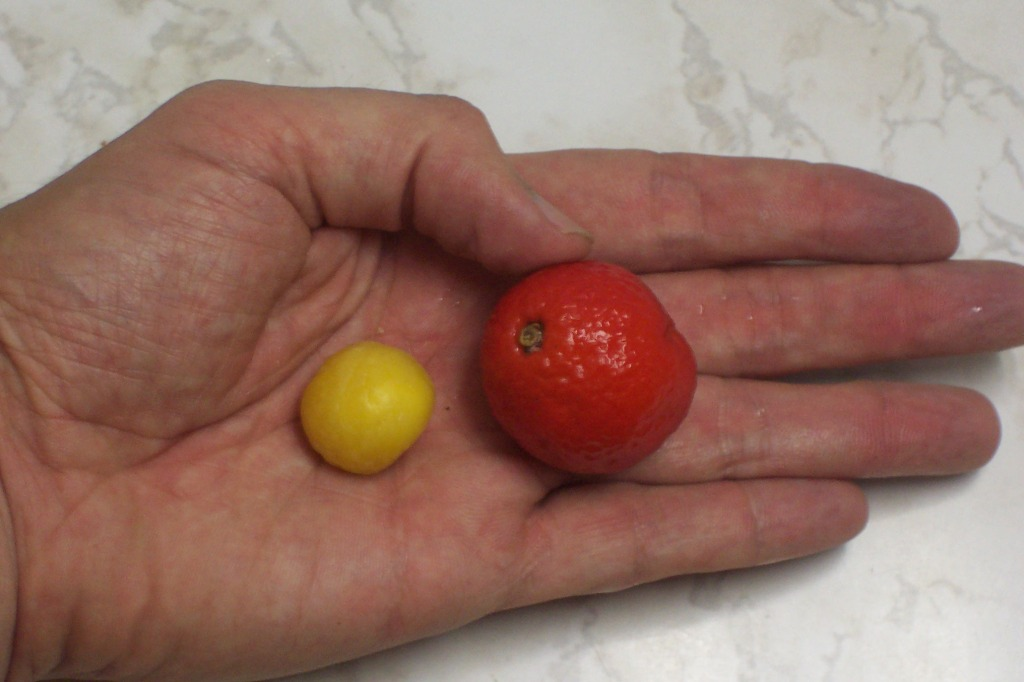
Fruto inusual amarillo de Diploglottis campbellii y fruto naranja del vulnerable Hicksbeachia pinnatifolia